# Лесик, Сергей Иванович
Сергей Иванович Лесик (11 ноября 1941, Малая Глуша, Волынская область — 30 мая 2025) — старший чабан колхоза имени Ленина Ремонтненского района Ростовской области. Полный кавалер ордена Трудовой Славы (1990).

## Биография
Родился 11 ноября 1941 года селе Малая Глуша в крестьянской семье.
С 1965 по 2001 год работал в колхозе имени В. И. Ленина (в настоящее время — «Киевский») Ремонтненского района Ростовской области. Работал подпаском, чабаном, а с 1972 года — старшим чабаном молочной отары колхоза.
Указом Президиума Верховного Совета СССР от 23 декабря 1976 года награждён орденом Трудовой Славы 3-й степени.
Указом Президиума Верховного Совета СССР от 12 марта 1982 года награждён орденом Трудовой Славы 2-й степени.
Указом Президента СССР от 27 августа 1990 года за достижение высоких результатов в производстве, переработке и продаже государству сельскохозяйственной продукции на основе применения прогрессивных технологий и передовых методов организации труда Лесик Сергей Иванович награждён орденом Трудовой Славы 1-й степени. Стал полным кавалером ордена Трудовой Славы.
С 2001 года — на пенсии.
Жил в селе Киевка Ремонтненского района Ростовской области. Умер 30 мая 2025 года.

## Награды и звания
Награждён орденами Трудовой Славы 1-й, 2-й, 3-й степеней:
3 ст. 23.12.1976 № 300287
2 ст. 12.03.1982 № 5254
1 ст. 27.08.1990 № 790
- Медаль «За доблестный труд»
- Медаль «За трудовую доблесть»
- Медаль «Ветеран труда»
- медалями ВДНХ
- медалями[1].
- Почётный житель Ремонтненского района (2012)[5].